# Лоренцо Ладзарі
Лоренцо Ладзарі (італ. Lorenzo Lazzari; нар. 6 червня 2003, Сан-Марино) — санмаринський футболіст, півзахисник клубу «Сан-Марино Кальчо», який грає в системі футбольних ліг Італії, та національної збірної Сан-Марино.

## Клубна кар'єра
Лоренцо Ладзарі народився 2003 року в місті Сан-Марино, та є вихованцем футбольної школи «Сан-Марино Академі». У професійному футболі дебютував 2022 року виступами за команду «Сан-Марино Кальчо», яка грає у системі футбольних ліг Італії.

## Виступи за збірні
У 2018 року Лоренцо Ладзарі дебютував у складі юнацької збірної Сан-Марино, загалом на юнацькому рівні взяв участь у 8 іграх.
Протягом 2022—2023 років футболіст залучався до складу молодіжної збірної Сан-Марино. На молодіжному рівні зіграв у 4 офіційних матчах.
У 2022 року Лоренцо Ладзарі дебютував у складі національної збірної Сан-Марино. Станом на листопад 2024 року зіграв у складі збірної 16 матчів, у яких відзначився 2 забитими м'ячами.